# Eenparameter-halfgroep van operatoren
Een eenparameter-halfgroep is een wiskundig object dat de oplossing van bepaalde soorten differentiaalvergelijkingen beschrijft.
De operatorentheorie is het onderdeel van de functionaalanalyse dat continue lineaire transformaties bestudeert van topologische vectorruimten.
Vele praktische toepassingen van de operatorentheorie doen zich voor in de studie van partiële differentiaalvergelijkingen.
Als een partiële differentiaalvergelijking een tijdsevolutie van een systeem beschrijft (bijvoorbeeld de warmtevergelijking, of de evolutie van een biologische of sociologische populatie, zie populatiebiologie), dan kan de oplossing van die vergelijking heel algemeen worden uitgedrukt in termen van eenparameter-halfgroepen.

## Motiverend voorbeeld
De eenvoudigste vorm van de warmtevergelijking bepaalt de tijdsevolutie van de temperatuur T in een oneindig lang, eendimensionaal voorwerp:
{\displaystyle {\partial T \over \partial t}(x,t)=a{\partial ^{2}T \over \partial x^{2}}(x,t),\ x\in \mathbb {R} ,\ t\geq 0.}
Hier is t de tijdsparameter, en x een eendimensionale plaatscoördinaat. Het getal a is een positieve constante die de snelheid van het warmtetransport bepaalt: de warmte-diffusiecoëfficiënt. Bij een partiële differentiaalvergelijking horen ook randvoorwaarden. In dit geval leggen we een (tijdelijke) beginvoorwaarde en een ruimtelijke randvoorwaarde op:
1. {\displaystyle \forall x\in \mathbb {R} :T(x,0)=f(x)}
2. {\displaystyle \forall t\geq 0:\lim _{x\to \pm \infty }T(x,t)=0}

De functie f beschouwen we als gegeven. Ze legt de temperatuurverdeling vast op het begintijdstip t=0.
Men kan aantonen dat onder tamelijk ruime voorwaarden op f, de algemene oplossing van deze vergelijking en haar randvoorwaarden wordt gegeven door
{\displaystyle T(x,t)={1 \over 2{\sqrt {\pi at}}}\int _{r=-\infty }^{+\infty }f(r)\exp \left(-{(x-r)^{2} \over 4at}\right)dr.}
Voor een vast gegeven tijdstip t>0 bepaalt deze vergelijking een continue lineaire transformatie P(t) op de hilbertruimte der kwadratisch integreerbare reële functies {\displaystyle L^{2}(\mathbb {R} )}:
{\displaystyle P(t):L^{2}\to L^{2}:f\mapsto P(t)f,} met
{\displaystyle (P(t)f)(x)={1 \over 2{\sqrt {\pi at}}}\int _{r=-\infty }^{+\infty }f(r)\exp \left(-{(x-r)^{2} \over 4at}\right)dr.}
Men kan uitrekenen dat de transformaties P(t) en P(s) voor twee verschillende tijdstippen t en s voldoen aan de eenvoudige rekenregel P(t+s)f=P(t)P(s)f.

## Definitie
Zij X een reële of complexe banachruimte. In praktische toepassingen is X de verzameling functies waarbinnen we de oplossing van een partiële differentiaalvergelijking zoeken.
Een sterk continue eenparameter-halfgroep van operatoren is een afbeelding van de niet-negatieve reële getallen naar de continue lineaire transformaties van X
{\displaystyle P:\mathbb {R} ^{+}\to {\mathcal {B}}(X):t\mapsto P(t)}
die voldoet aan de volgende eigenschappen:
1. {\displaystyle P(0)=I,\quad } de identieke transformatie;
2. {\displaystyle \forall s,t\geq 0:P(s+t)=P(s)\circ P(t)}
3. {\displaystyle \forall x\in X:\lim _{t\to 0}P(t)x=x}

De eerste twee voorwaarden zeggen dat P een homomorfisme is tussen de algebraïsche halfgroepen {\displaystyle (\mathbb {R} ^{+},+)} en {\displaystyle ({\mathcal {B}}(X),\circ ).}
De derde voorwaarde heet sterke continuïteit. De limiet moet worden geïnterpreteerd in termen van de norm van de banachruimte X. De derde voorwaarde is dus gelijkwaardig met
{\displaystyle \forall x\in X:\lim _{t\to 0}\|P(t)x-x\|=0.}
Strikt genomen staat hier alleen continuïteit in het begintijdstip t=0, maar door de tweede voorwaarde volgt hieruit onmiddellijk continuïteit in alle andere tijdstippen.

### Opmerkingen over continuïteit
Sterke continuïteit is sterker dan zwakke continuïteit. Zwakke continuïteit is continuïteit in de zwakke topologie van X, dat is de initiale topologie van de duale Banachruimte X*. Uitdrukkelijk wil dit zeggen dat voor elke vector x in X en voor elke continue lineaire functionaal f in de duale ruimte X*
{\displaystyle \lim _{t\to 0}f(P(t)x)=0}
Men kan aantonen dat een familie operatoren die aan de eerste twee voorwaarden voldoet, en die zwak continu is, automatisch sterk continu is.
Sterke continuïteit is zwakker dan normcontinuïteit in de zin van de norm van operatoren. Voor een eenparameter-halfgroep van operatoren is het dus niet noodzakelijk dat
{\displaystyle \lim _{t\to 0}\|P(t)-I\|=0.}

## Differentieerbaarheid
Sterk continue halfgroepen hebben dus de eigenschap dat voor elke vector x, de baan
{\displaystyle t\mapsto P(t)x}
een continue kromme in de banachruimte X is. Deze kromme is niet altijd differentieerbaar.
Zij D de verzameling vectoren x waarvoor deze kromme differentieerbaar is, dat wil zeggen dat haar afgeleide naar t
{\displaystyle \lim _{t\to 0}{P(t)x-x \over t}}
bestaat (in t=0, en dus ook in alle andere tijdstippen). De limiet wordt hier nog steeds geïnterpreteerd in de zin van de norm waarmee X is uitgerust.
De verzameling D is een deelvectorruimte van de banachruimte X, maar is in het algemeen niet gesloten en dus geen banachruimte.
De afgeleide van P(t) in t=0 in bovenstaande zin heet de infinitesimale generator (kortweg generator) of voortbrenger van de halfgroep. Het is een (niet noodzakelijk continue) lineaire operator
{\displaystyle A:D\to X:x\mapsto {dP(t)x \over dt}(t=0)=\lim _{t\to 0}{P(t)x-x \over t}}
Men kan aantonen dat D dicht is in X, dus elk element van X kan willekeurig dicht benaderd worden door elementen van D.
De uit de kwantummechanica bekende Schrödinger-operatoren zijn allemaal infinitesimale generatoren van sterk continue halfgroepen, de zogenaamde Schrödinger-halfgroepen.

## Voorbeeld
De operatoren P(t) van de warmtevergelijking vormen een sterk continue halfgroep op L2. De verzameling D van alle beginvoorwaarden waarvoor de tijdsevolutie differentieerbaar is, is tamelijk ingewikkeld; maar ze omvat in elk geval de tweemaal differentieerbare reële functies waarvan de eerste en tweede afgeleide tot L2 behoren, en voor die functies is
{\displaystyle Af=a{\partial ^{2}f \over \partial x^{2}}}
In het algemeen kunnen we zeggen dat P(t)x de algemene oplossing levert van de vergelijking
{\displaystyle {dT \over dt}=AT}
met beginvoorwaarde T(0)=x. De vergelijking is een lineaire partiële differentiaalvergelijking als A een differentiaaloperator is.

## Exponent-notatie
Voor een sterk continue halfgroep P(t) met generator A noteert men meestal
{\displaystyle P(t)=\exp(tA)=e^{tA}}
Deze notatie suggereert intuïtief dat A de afgeleide is van P(t) in t=0. Ze is ontleend aan de theorie der Lie-groepen, waar de generator van een eenparameter-deelgroep van een matrixgroep opnieuw een matrix is, en bovenstaande formule exact wordt met de exponentiële functie op vierkante matrices.
De notatie krijgt bovendien een exacte betekenis in de spectrale calculus in de theorie der banach-algebras.